# Roberto Junior Fernández
Roberto Junior Fernández Torres (Asunción, 29 maart 1988) is een Paragyaans voetballer die als doelman voor Cerro Porteño speelt. Hij is de zoon van de bekende Paraguayaanse doelman Roberto Fernández, wiens bijnaam El Gato (de kat) is. Fernández heeft zijn eigen bijnaam Gatito (kleine kat) daar dan ook aan te danken.

## Clubcarrière

### Cerro Porteño
Fernández stroomde in 2007 door vanuit de jeugd van Cerro Porteño. Met deze club won hij in 2009 de Primera División.

#### Verhuur aan Estudiantes en Racing Club
In 2009 kwam Fernández via een verhuurperiode bij Estudiantes in Argentinië terecht. Daar kwam hij echter niet aan spelen toe, waarnaa hij het opvolgende seizoen werd verhuurd aan Racing Club. In het seizoen 2011/12 werd Fernández wederom verhuurd door Cerro Porteño, ditmaal aan FC Utrecht.

#### Verhuur aan FC Utrecht
FC Utrecht zocht namelijk een eventuele vervanger voor Michel Vorm, die zelf aangaf een stap te willen gaan maken. Op basis daarvan werd Fernández in de zomer van 2011 voor één seizoen op huurbasis overgenomen. De Utrechtse club had eveneens een optie tot koop bedongen in de overeenkomst. Een gedeelte van het salaris werd opgevangen door de Argentijnse investeringsmaatschappij Full Player. Dit door het verplichte gemiddelde salaris voor spelers van buiten de Europese Unie van minimaal honderdvijftig procent van het gemiddelde salaris in de Eredivise. Fernández zag de overstap zelf bovendien als een mogelijke opstap naar een groter Europees avontuur. Samen met spelers als Yoshiai Tagaki, Johan Mårtensson, Marcus Nilsson en Alexander Gerndt was hij een van de prominentste aanwinsten voor het seizoen 2011/12.
Fernández raakte in de training van 8 augustus 2011 geblesseerd aan zijn knie, waarna in dezelfde week een operatie volgde. Rond datzelfde moment was Michel Vorm vertrokken, waardoor er een keepersprobleem ontstond voor FC Utrecht. Dit aangezien de Utrechtse club alleen nog de beschikking had over Eric Cummins en André Krul, waarna werd besloten de ervaren Rob van Dijk te contracteren. Daarmee werd de toen der tijd 42-jarige keeper gezien als leermeester voor onder andere Fernández.
Na een herstel van circa acht weken debuteerde Fernández op 22 oktober 2011 in een met 1–4 verloren thuiswedstrijd tegen sc Heerenveen. Vervolgens speelde Fernández nog twee andere wedstrijden, waarna hij tot aan de winterstop wederom door knieklachten niet inzetbaar was. Na de winterstop kreeg de herstelde Fernández wel weer de voorkeur als eerste doelman. Hij speelde vanaf dat moment tien wedstrijden, maar werd door zijn blunder tegen Heracles Almelo gepasseerd door trainer Jan Wouters. Vanaf dat moment speelde Eric Cummins de resterende wedstrijden van het seizoen en keek Fernández als wisselspeler toe.
In april 2012 maakte technisch directeur Foeke Booy bekend dat FC Utrecht niet verder zou gaan met Fernández. Niet omdat hij onvoldoende kwaliteiten zou bezitten, maar puur om de financiële aspecten die vasthingen aan een langer verblijf. Die financiële redenen achtervolgde de club in 2013, aangezien de KNVB in dat jaar een vonnis tegen FC Utrecht had aangespannen voor het opzetten van een dubieuze betalingsconstructie voor het salaris van Fernández. Dat resulteerde in een vonnis met dat FC Utrecht Fernández nog een vergoeding van 165.000 euro verschuldigd was. De eerdergenoemde betalingsconstructie met Full Player werd als illegaal bestempeld.

#### Terugkeer bij Cerro Porteño
Na zijn periode bij FC Utrecht keerde Fernández terug bij Cerro Porteño, waardoor een Europees avontuur niet werd bewerkstelligd.

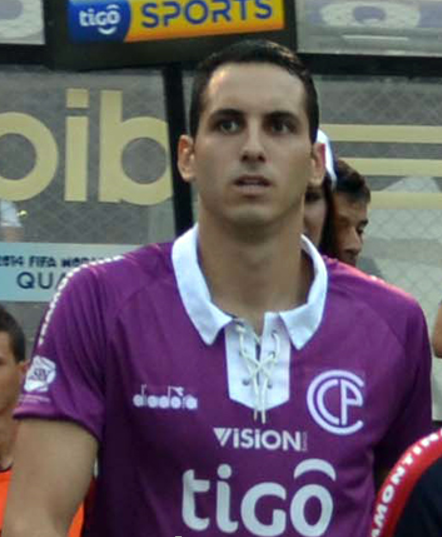
Fernández namens Cerro Porteño (2014)

### Vitória, Figueirense en Botafogo
Sinds 2014 speelde Fernández in Brazilië. Eerst voor EC Vitória en vervolgens voor Figueirense FC. In november 2016 nam Botafogo Fernández transfervrij over. Hij tekende daar een tweejarig contract.
Zijn contract werd meermaals verlengd en in 2022 kreeg hij van Botafogo de vraag om tot aan zijn pensioen voor de club te blijven spelen. Daarbij gaf hij aan dat zo'n optie goed mogelijk zou kunnen zijn, maar hij een terugkeer naar Cerro Porteño ook niet uit zou sluiten. Hij gaf eveneens aan dat hij het zich in ieder geval niet voor kon stellen om in Brazilië nog voor een andere club uit te komen. In 2022 werd Fernández aanvoerder van het elftal. Desondanks werd hij door zijn op 31 december 2022 aflopende contract in oktober 2022 in verband gebracht met een mogelijke overstap naar São Paulo FC of SE Palmeiras. Wel gaf Fernández ook dit keer aan dat hij de intentie heeft om bij Botafogo te blijven, maar dat er nog geen overeenkomst tot een volgende verlenging is gesloten.
In oktober 2022 werd Fernández recordhouder van de meeste duels voor de club. Fernández kampte bij Botafogo in de seizoenen 2020 en 2021 met een langdurige blessure aan zijn rechterknie. Tevens speelde hij meerdere keren met klachten door, iets wat zijn lichamelijke gesteldheid niet ten goede kwam. In november 2022 liep Fernández in de wedstrijd tegen Atlético Mineiro na een ongelukkige actie een ontwrichte schouder op. Na een operatie volgt een herstel van vier tot zes maanden. Rond het verlopen van zijn toenmalige contract werd bekend dat Fernández zijn contract met twee jaar, tot aan het eind van 2024, zou verlengen. Op 3 juni 2023 zat hij tegen Club Athletico Paranaense (1–0 verlies) weer voor het eerst bij de wedstrijdselectie.
Eind 2024 nam Fernández afscheid bij Botafogo, waar hij vertrok als een van de meest geliefde spelers aller tijde. Met Botafogo wist Fernández in zijn laatste jaar kampioen te worden in de Campeonato Brasileiro Série A en de CONMEBOL Libertadores te winnen.

### Cerro Porteño
Zijn vertrek bij Botafogo ging gepaard met interesse voor een terugkeer naar Cerro Porteño. Zo keerde Fernández na elf seizoenen weer terug bij de club waar zijn carrière begon.

## Clubstatistieken
| Seizoen                     | Club                        | Competitie                  | Competitie | Competitie | Beker | Beker | Internationaal | Internationaal | Overig | Overig | Totaal | Totaal |
| Seizoen                     | Club                        | Competitie                  | Wed.       | Dlp.       | Wed.  | Dlp.  | Wed.           | Dlp.           | Wed.   | Dlp.   | Wed.   | Dlp.   |
| --------------------------- | --------------------------- | --------------------------- | ---------- | ---------- | ----- | ----- | -------------- | -------------- | ------ | ------ | ------ | ------ |
| 2007                        | Cerro Porteño               | Primera División            | 12         | 0          | 0     | 0     | –              | –              | 0      | 0      | 12     | 0      |
| 2008                        | Cerro Porteño               | Primera División            | 35         | 0          | 0     | 0     | 0              | 0              | 0      | 0      | 35     | 0      |
| 2009                        | Cerro Porteño               | Primera División            | 22         | 0          | 0     | 0     | –              | –              | 0      | 0      | 22     | 0      |
| Clubtotaal (eerste periode) | Clubtotaal (eerste periode) | Clubtotaal (eerste periode) | 69         | 0          | 0     | 0     | 0              | 0              | 0      | 0      | 69     | 0      |
| 2009/10                     | → Estudiantes               | Primera División            | 0          | 0          | 0     | 0     | 0              | 0              | 0      | 0      | 0      | 0      |
| Clubtotaal                  | Clubtotaal                  | Clubtotaal                  | 0          | 0          | 0     | 0     | 0              | 0              | 0      | 0      | 0      | 0      |
| 2010/11                     | → Racing Club               | Primera División            | 15         | 0          | 0     | 0     | 0              | 0              | 0      | 0      | 15     | 0      |
| Clubtotaal                  | Clubtotaal                  | Clubtotaal                  | 15         | 0          | 0     | 0     | 0              | 0              | 0      | 0      | 15     | 0      |
| 2011/12                     | → FC Utrecht                | Eredivisie                  | 13         | 0          | 0     | 0     | –              | –              | 0      | 0      | 13     | 0      |
| Clubtotaal                  | Clubtotaal                  | Clubtotaal                  | 13         | 0          | 0     | 0     | –              | –              | 0      | 0      | 13     | 0      |
| 2012                        | Cerro Porteño               | Primera División            | 5          | 0          | 0     | 0     | 2              | 0              | 0      | 0      | 7      | 0      |
| 2013                        | Cerro Porteño               | Primera División            | 37         | 0          | 0     | 0     | 2              | 0              | 0      | 0      | 39     | 0      |
| 2014                        | Cerro Porteño               | Primera División            | 11         | 0          | 0     | 0     | 8              | 0              | 0      | 0      | 19     | 0      |
| Clubtotaal (tweede periode) | Clubtotaal (tweede periode) | Clubtotaal (tweede periode) | 53         | 0          | 0     | 0     | 12             | 0              | 0      | 0      | 65     | 0      |
| 2014                        | EC Vitória                  | Série A                     | 15         | 0          | 0     | 0     | 4              | 0              | 0      | 0      | 19     | 0      |
| 2015                        | EC Vitória                  | Série B                     | 24         | 0          | 0     | 0     | –              | –              | 0      | 0      | 24     | 0      |
| Clubtotaal                  | Clubtotaal                  | Clubtotaal                  | 39         | 0          | 0     | 0     | 4              | 0              | 0      | 0      | 43     | 0      |
| 2016                        | Figueirense FC              | Série A                     | 28         | 0          | 1     | 0     | 2              | 0              | 18     | 0      | 49     | 0      |
| Clubtotaal                  | Clubtotaal                  | Clubtotaal                  | 28         | 0          | 1     | 0     | 2              | 0              | 18     | 0      | 49     | 0      |
| 2017                        | Botafogo                    | Série A                     | 31         | 0          | 5     | 0     | 13             | 0              | 9      | 0      | 58     | 0      |
| 2018                        | Botafogo                    | Série A                     | 8          | 0          | 0     | 0     | 1              | 0              | 9      | 0      | 18     | 0      |
| 2019                        | Botafogo                    | Série A                     | 30         | 0          | 4     | 0     | 6              | 0              | 8      | 0      | 48     | 0      |
| 2020                        | Botafogo                    | Série A                     | 8          | 0          | 6     | 0     | –              | –              | 8      | 0      | 22     | 0      |
| 2021                        | Botafogo                    | Série B                     | 0          | 0          | 0     | 0     | –              | –              | 0      | 0      | 0      | 0      |
| 2022                        | Botafogo                    | Série A                     | 32         | 0          | 2     | 0     | –              | –              | 10     | 0      | 44     | 0      |
| 2023                        | Botafogo                    | Série A                     | 1          | 0          | 0     | 0     | 5              | 0              | 0      | 0      | 6      | 0      |
| 2024                        | Botafogo                    | Série A                     | 4          | 0          | 0     | 0     | 7              | 0              | 11     | 0      | 22     | 0      |
| Clubtotaal                  | Clubtotaal                  | Clubtotaal                  | 114        | 0          | 17    | 0     | 32             | 0              | 55     | 0      | 218    | 0      |
| 2025                        | Cerro Porteño               | Primera División            | 9          | 0          | 0     | 0     | 5              | 0              | 0      | 0      | 14     | 0      |
| Clubtotaal (derde periode)  | Clubtotaal (derde periode)  | Clubtotaal (derde periode)  | 9          | 0          | 0     | 0     | 5              | 0              | 0      | 0      | 14     | 0      |
| Carrière totaal             | Carrière totaal             | Carrière totaal             | 340        | 0          | 18    | 0     | 55             | 0              | 73     | 0      | 485    | 0      |
| Bijgewerkt op 11 april 2025 |                             |                             |            |            |       |       |                |                |        |        |        |        |

## Interlandcarrière
Fernández speelde vier jeugdinterlands voor Paraguay onder 20, waarna hij in 2011 voor het eerst werd opgeroepen voor het eerste elftal van Paraguay. Bij de Copa América 2011 was hij reservedoelman. Op 14 augustus 2013 maakte hij zijn debuut in een oefenwedtrijd tegen Duitsland (eindstand 3–3). Later speelde hij als eerste doelman mee op de Copa América 2019. Na zijn terugkeer bij het nationale elftal in 2022 raakte hij in november bij Botafogo geblesseerd, waardoor een volgende selectie er niet in zat. In 2024 keerde Fernández terug in de selectie.
| Interlands van Roberto Junior Fernández voor Paraguay | Interlands van Roberto Junior Fernández voor Paraguay | Interlands van Roberto Junior Fernández voor Paraguay | Interlands van Roberto Junior Fernández voor Paraguay | Interlands van Roberto Junior Fernández voor Paraguay | Interlands van Roberto Junior Fernández voor Paraguay |
| Interland                                             | Datum                                                 | Wedstrijd                                             | Uitslag                                               | Soort Wedstrijd                                       | Rugnummer                                             |
| Als speler bij Cerro Porteño                          | Als speler bij Cerro Porteño                          | Als speler bij Cerro Porteño                          | Als speler bij Cerro Porteño                          | Als speler bij Cerro Porteño                          | Als speler bij Cerro Porteño                          |
| ----------------------------------------------------- | ----------------------------------------------------- | ----------------------------------------------------- | ----------------------------------------------------- | ----------------------------------------------------- | ----------------------------------------------------- |
| 1.                                                    | 14 augustus 2013                                      | Duitsland – Paraguay                                  | 3 – 3                                                 | Vriendschappelijk                                     | 12                                                    |
| 2.                                                    | 11 september 2013                                     | Paraguay – Argentinië                                 | 2 – 5                                                 | Kwalificatie WK 2014                                  | 1                                                     |
| 3.                                                    | 6 maart 2014                                          | Costa Rica – Paraguay                                 | 2 – 1                                                 | Vriendschappelijk                                     | 12                                                    |
| 4.                                                    | 29 mei 2014                                           | Kameroen – Paraguay                                   | 1 – 2                                                 | Vriendschappelijk                                     | 12                                                    |
| Als speler bij Botafogo                               |                                                       |                                                       |                                                       |                                                       |                                                       |
| 5.                                                    | 8 juni 2017                                           | Peru – Paraguay                                       | 1 – 0                                                 | Vriendschappelijk                                     | 1                                                     |
| 6.                                                    | 28 maart 2018                                         | Verenigde Staten – Paraguay                           | 1 – 0                                                 | Vriendschappelijk                                     | 1                                                     |
| 7.                                                    | 23 maart 2019                                         | Peru – Paraguay                                       | 1 – 0                                                 | Vriendschappelijk                                     | 12                                                    |
| 8.                                                    | 9 juni 2019                                           | Paraguay – Guatemala                                  | 2 – 0                                                 | Vriendschappelijk                                     | 12                                                    |
| 9.                                                    | 16 juni 2019                                          | Paraguay – Qatar                                      | 2 – 2                                                 | Copa América 2019                                     | 12                                                    |
| 10.                                                   | 20 juni 2019                                          | Argentinië – Paraguay                                 | 1 – 1                                                 | Copa América 2019                                     | 12                                                    |
| 11.                                                   | 23 juni 2019                                          | Colombia – Paraguay                                   | 1 – 0                                                 | Copa América 2019                                     | 12                                                    |
| 12.                                                   | 28 juni 2019                                          | Brazilië – Paraguay                                   | 0 – 0 (4 – 3 n.s.)                                    | Copa América 2019                                     | 12                                                    |
| 13.                                                   | 5 september 2019                                      | Japan – Paraguay                                      | 2 – 0                                                 | Vriendschappelijk                                     | 22                                                    |
| 14.                                                   | 10 oktober 2019                                       | Servië – Paraguay                                     | 1 – 0                                                 | Vriendschappelijk                                     | 22                                                    |
| 15.                                                   | 19 november 2019                                      | Saoedi-Arabië – Paraguay                              | 0 – 0                                                 | Vriendschappelijk                                     | 22                                                    |
| 16.                                                   | 9 oktober 2020                                        | Paraguay – Peru                                       | 2 – 2                                                 | Kwalificatie WK 2022                                  | 12                                                    |
| 17.                                                   | 23 september 2022                                     | Paraguay – Verenigde Arabische Emiraten               | 1 – 0                                                 | Vriendschappelijk                                     | 12                                                    |
| 18.                                                   | 7 september 2024                                      | Uruguay – Paraguay                                    | 0 – 0                                                 | Kwalificatie WK 2026                                  | 12                                                    |
| 19.                                                   | 11 september 2024                                     | Paraguay – Brazilië                                   | 1 – 0                                                 | Kwalificatie WK 2026                                  | 12                                                    |
| 20.                                                   | 10 oktober 2024                                       | Ecuador – Paraguay                                    | 0 – 0                                                 | Kwalificatie WK 2026                                  | 12                                                    |
| 21.                                                   | 16 oktober 2024                                       | Paraguay – Venezuela                                  | 2 – 1                                                 | Kwalificatie WK 2026                                  | 12                                                    |
| 22.                                                   | 15 november 2024                                      | Paraguay – Argentinië                                 | 2 – 1                                                 | Kwalificatie WK 2026                                  | 12                                                    |
| 23.                                                   | 19 november 2024                                      | Bolivia – Paraguay                                    | 2 – 2                                                 | Kwalificatie WK 2026                                  | 12                                                    |
| Als speler bij Cerro Porteño                          |                                                       |                                                       |                                                       |                                                       |                                                       |
| 24.                                                   | 21 maart 2025                                         | Paraguay – Chili                                      | 1 – 0                                                 | Kwalificatie WK 2026                                  | 12                                                    |
| 25.                                                   | 26 maart 2025                                         | Colombia – Paraguay                                   | 2 – 2                                                 | Kwalificatie WK 2026                                  | 12                                                    |

Fernández vertegenwoordigde Paraguay op de Olympische Spelen van 2024. Daarbij was hij een van de drie dispensatiespelers. In de kwartfinale werd na strafschoppen verloren van Egypte.
| Interlands van Roberto Junior Fernández voor Paraguay onder 23 (OS) | Interlands van Roberto Junior Fernández voor Paraguay onder 23 (OS) | Interlands van Roberto Junior Fernández voor Paraguay onder 23 (OS) | Interlands van Roberto Junior Fernández voor Paraguay onder 23 (OS) | Interlands van Roberto Junior Fernández voor Paraguay onder 23 (OS) | Interlands van Roberto Junior Fernández voor Paraguay onder 23 (OS) |
| Interland                                                           | Datum                                                               | Wedstrijd                                                           | Uitslag                                                             | Soort Wedstrijd                                                     | Rugnummer                                                           |
| Als speler bij Botafogo                                             | Als speler bij Botafogo                                             | Als speler bij Botafogo                                             | Als speler bij Botafogo                                             | Als speler bij Botafogo                                             | Als speler bij Botafogo                                             |
| ------------------------------------------------------------------- | ------------------------------------------------------------------- | ------------------------------------------------------------------- | ------------------------------------------------------------------- | ------------------------------------------------------------------- | ------------------------------------------------------------------- |
| 1.                                                                  | 18 juli 2024                                                        | Oekraïne – Paraguay                                                 | 2 – 2                                                               | Vriendschappelijk                                                   | 1                                                                   |
| 2.                                                                  | 24 juli 2024                                                        | Japan – Paraguay                                                    | 5 – 0                                                               | Olympische Spelen 2024                                              | 1                                                                   |
| 3.                                                                  | 27 juli 2024                                                        | Paraguay – Israël                                                   | 4 – 2                                                               | Olympische Spelen 2024                                              | 1                                                                   |
| 4.                                                                  | 30 juli 2024                                                        | Paraguay – Mali                                                     | 1 – 0                                                               | Olympische Spelen 2024                                              | 1                                                                   |
| 5.                                                                  | 2 augustus 2024                                                     | Egypte – Paraguay                                                   | 1 – 1 (5 – 4 n.s.)                                                  | Olympische Spelen 2024                                              | 1                                                                   |

## Erelijst en prestaties

### Prijzen en prestaties met clubs
Cerro Porteño
- Primera División: 2009 - winnaar

 Estudiantes
- FIFA Club World Cup: 2009 - runner-up

 Botafogo
- Campeonato Carioca: 2018 - winnaar
- Campeonato Brasileiro Série B: 2021 - winnaar
- Campeonato Brasileiro Série A: 2024 - winnaar
- CONMEBOL Libertadores: 2024 - winnaar

### Prijzen en prestaties met het nationale elftal
Paraguay
- Copa América: 2011 - runner-up

### Indivuduele prijzen en prestaties
- Copa do Brasil Best Goalkeeper: 2017 - winnaar
- Troféu EFE Brasil: 2017 - winnaar